# Девлатбі-Хутір
Девлатбі-Хутір (рос. Девлатби-Хутор) — село у Ножай-Юртовському районі Чечні Російської Федерації.
Населення становить 200 осіб. Входить до складу муніципального утворення Шовхал-Бердинське сільське поселення.

## Історія
Згідно із законом від 20 лютого 2009 року органом місцевого самоврядування є Шовхал-Бердинське сільське поселення.

## Населення
| 1990 | 2002 | 2010 |
| ---- | ---- | ---- |
| 133  | ↗164 | ↗200 |